# 砷化钠
砷化钠是一种无机化合物，由钠和砷两种元素组成，化学式为Na3As。它可由砷和钠在200–400 °C的化合反应得到，遇水或空气分解。
它和镧系元素氯化物（LnCl3，Ln=Pr, Nd, Sm, Gd, Tb, Dy, Er, Yb）在700~800 °C发生复分解反应，得到相应的砷化物LnAs。它在液氨中和过渡金属氯化物反应，也能得到相应的砷化物。它和砷化铕在800 °C反应，可以得到Na2Eu3As4。